# Brendan Ingle
Brendan Ingle (Dublino, 19 giugno 1940 – Sheffield, 25 maggio 2018) è stato un manager, allenatore di pugilato e pugile irlandese residente a Sheffield, in Inghilterra.

## Biografia
Ingle ha allenato quattro campioni del mondo nella sua palestra Wincobank, tra cui Johnny Nelson, "Prince" Naseem Hamed, Junior Witter e Kell Brook.

## Carriera pugilistica
Il suo record è stato di 19 vittorie e 14 sconfitte.

## Allenatore di pugilato
Mentre viveva a Wincobank, a Sheffield, in Inghilterra, a Ingle fu chiesto da un pastore locale di svolgere un lavoro di comunità perché i giovani della zona "andavano di matto". Non conosceva altro che il pugilato, ma organizzò un ballo settimanale nella chiesa di St Thomas e la palestra di pugilato St Thomas 'Boys & Girls Club fu aperta.
Herol 'Bomber' Graham, imbattuto da dieci anni, è ciò che Ingle chiamerebbe "la persona migliore per uscita dalla nostra palestra", anche se forse Ingle è meglio conosciuto per essere stato il mentore di Naseem Hamed dall'età di sette a ventotto anni. Ha anche allenato l'ex titolista dei pesi mediomassimi IBF Clinton Woods ed è stata l'istruttrice dell'ex titolista dei pesi superleggeri WBC Junior Witter. Fu anche allenatore dell'ex campione dei pesi massimi leggeri WBO Johnny Nelson. Ha vissuto a Wincobank, a Sheffield, proprio di fronte alla sua palestra, St Thomas' Boys and Girls Club.
In totale ha allenato quattro campioni del mondo, sei europei, 15 britannici e sei campioni del Commonwealth.
I combattenti di Ingle facevano affidamento sul footwork e sui riflessi per la difesa, lasciando le mani libere per attività offensive.

## Onorificenze e vita privata
Ha anche tenuto conferenze alla Sheffield Hallam University dove gli è stato conferito un dottorato onorario. Ingle ha ricevuto un MBE nel 1998 per i suoi servizi e contributi al pugilato britannico e al suo lavoro con i giovani nella zona di Sheffield. Nell'agosto 2014, Ingle era una delle 200 personalità pubbliche che erano firmatari di una lettera a The Guardian che si opponeva all'indipendenza scozzese in vista del referendum di settembre su tale questione..
Ingle è scomparso nel maggio 2018 a causa di un'emorragia cerebrale all'età di 77 anni. Alla sua morte, l'ex studente Johnny Nelson ha reso omaggio a Ingle definendolo "il miglior allenatore del mondo".